# Llista de les biblioteques més grans
Aquesta llista de les biblioteques més grans inclou les que emmagatzemaven més de 15 milions d'items el 2008. Totes les xifres es basen en dades publicades per les mateixes biblioteques. Com que no hi ha estàndards universalment acceptats per mesurar-ho, és possible que les biblioteques hagin comptat els seus fons de diferents maneres i les xifres proporcionades poden no ser directament comparables.

## Les biblioteques més grans del món
| Nom                                              | Estat          | Ubicació | Milions d'items catalogats   | Visitants l'any | Pressupost         | Personal |
| ------------------------------------------------ | -------------- | --- | ---------------------------- | --------------- | ------------------ | -------- |
| Biblioteca Britànica                             | United Kingdom | Londres i Boston                                                                                               | 170–200                      | 1.75 milions    | £141 milions       | 1,977    |
| Biblioteca del Congrés dels Estats Units         | United States  | Washington, D.C.                                                                                               | 175                          | 1.9 milions     | US$838.992 million | 3,149    |
| Biblioteca de Shanghai                           | China          | Shanghai | 57                           | _0001170000     | _01640000000       | _01972   |
| Biblioteca Pública de Nova York                  | United States  | Nova York | 55                           | 18 milions      | US$250 million     | 3,000    |
| Biblioteca i Arxius de Canadà                    | Canada         | Ottawa | 54                           |                 | C$116.9 million    | 874      |
| Biblioteca Estatal de Rússia                     | Russia         | Moscou | 48.1                         | 498,000         | ₽2.7 billion       | 1,613    |
| Biblioteca Nacional de la Dieta del Japó         | Japan          | Tòquio i Kyoto                                                                                                 | 44.1                         | 791,370         | ¥21.8 billion      | 908      |
| Biblioteca Nacional d'Alemanya                   | Germany        | Leipzig i Frankfurt del Main                                                                                   | 43.7                         | 350,713         | €57.6 million      | 639      |
| Biblioteca Reial Danesa                          | Denmark        | Copenhagen i Aarhus                                                                                            | 42.5 (excloent els digitals) | 1.45 milions    | 523.8 million kr   | 800+     |
| Biblioteca Nacional de la Xina                   | China          | Pequín | 43.27                        | 5.2 milions     |                    | 1,365    |
| Biblioteques de la Universitat de Califòrnia     | United States  | Berkeley, Davis, Irvine, Los Angeles, Merced, Riverside, San Diego, San Francisco, Santa Barbara, i Santa Cruz | 40.8                         |                 | US$295 million     | 2,000+   |
| Biblioteca Nacional de França                    | France         | París | 41.66                        | 1.3 milions     | €254 million       | 2,668    |
| Biblioteca de la Universitat d'Illinois a Urbana | United States  | Urbana, Illinois                                                                                               | 38                           |                 | US$48.7 million    |          |
| Biblioteca Nacional de Rússia                    | Russia         | Sant Petersburg                                                                                                | 36.5                         | 1 milions       | ₽569.2 million     | 1,850    |
| Biblioteca Estatal de Baviera                    | Germany        | Múnic | 34.4                         | 1.1 milions     | €59.1 million      | 805      |
| Biblioteca Nacional d'Espanya                    | Spain          | Madrid | 33.1                         |                 | €29.2 million      | 482      |
| Biblioteca de l'Acadèmia de Ciències de Rússia   | Russia         | Sant Petersburg                                                                                                | 26.5                         |                 |                    |          |
| Biblioteca Estatal de Berlín                     | Germany        | Berlín | 23.4                         | 1.4 milions     |                    |          |
| Biblioteca Pública de Boston                     | United States  | Boston, Massachusetts                                                                                          | 22.4                         |                 | US$38.9 million    |          |
| Biblioteca de l'Estat de Nova York               | United States  | Albany, New York                                                                                               | 20                           |                 |                    |          |
| Biblioteca Harvard                               | United States  | Cambridge, Massachusetts                                                                                       | 18.9                         |                 |                    | 922      |
| Biblioteca Nacional de Suècia                    | Sweden         | Estocolm | 18                           |                 | 364.5 million kr   |          |
| Biblioteca de la Universitat de Michigan         | United States  | Ann Arbor, Michigan                                                                                            | 16.1                         |                 |                    |          |
| Biblioteques de la Universitat de Toronto        | Canada         | Toronto | 16                           |                 | CA$125 million     |          |
| Biblioteca Nacional Vernadsky d'Ucraïna          | Ukraine        | Kíiv | 15.5                         | 500,000         | 50.3 million ₴     | 900      |
| Biblioteca Pública de Hong Kong                  | Hong Kong      | Hong Kong | 15.38                        | 21,600,000      | US$9,915,000,000   |          |
| Biblioteca de la Universitat Yale                | United States  | New Haven, Connecticut                                                                                         | 15.2                         |                 |                    |          |
| Biblioteca Nacional d'Iran                       | Iran           | Teheran | 15.0                         |                 |                    |          |